# Ariyalur
Ariyalur – miasto w Indiach, w stanie Tamilnadu, stolica dystryktu Ariyalur. W 2001 liczyło 27 822 mieszkańców.
Jest bogate w zasoby wapienia.

## Transport
Przez miasto przebiegają trasy:
- NH226 (Perambalur-Ariyalur-Tańdźawur-Manamadurai)
- NH227 (Trichy-Kelapalur-Ariyalur-Jayankondam)
- SH143 (Ariyalur-Thungapuram-Thittakudi)